# Nevarna razmerja (album)
Nevarna razmerja je peti album skupine Hiša. Album je bil izdan leta 2000 pri založbi ZKP RTV Slovenija.

## Seznam skladb
Vse pesmi in vsa besedila je napisal Andrej Guček, razen kjer je to navedeno.
| Št. | Naslov                                                           | Dolžina |
| --- | ---------------------------------------------------------------- | ------- |
| 1.  | „Nevarna razmerja‟                                               | 5:07    |
| 2.  | „Majhna riba‟                                                    | 3:10    |
| 3.  | „Misel moja, pusti me‟ (Andrej Guček/Dragotin Kette)             | 4:46    |
| 4.  | „Rdeča kapica‟                                                   | 4:30    |
| 5.  | „Pismo iz Venezuele‟                                             | 3:54    |
| 6.  | „Ob oknu‟                                                        | 4:02    |
| 7.  | „Popotnik pride v Afrike puščavo‟ (Andrej Guček/France Prešeren) | 3:56    |
| 8.  | „Do konca solz‟                                                  | 1:47    |
| 9.  | „Deklice, ptice in cvetlice‟ (Andrej Šifrer)                     | 4:23    |
| 10. | „Ajda pa znova cveti‟ (Aleksander Mežek)                         | 2:53    |
| 11. | „Nokturno‟ (Andrej Guček/Uroš Zupan)                             | 5:17    |

## Zasedba

### Hiša
- Andrej Guček – solo vokal, klaviature, kitare, orglice
- Vili Guček – spremljevalni vokal, bas, solo vokal pri »Do konca solz«
- Martin Koncilja – kitare, spremljevalni vokal, solo vokal pri »Deklice, ptice in cvetlice«
- Iztok Pepelnjak – bobni, spremljevalni vokal